# Bosones X e Y
En física de partículas, el bosón X y el bosón Y, a veces llamados colectivamente bosones X, son nuevas partículas elementales análogas al bosón W y al bosón Z, pero correspondientes a un nuevo tipo de fuerza, predicha por el modelo de Georgi-Glashow, una teoría de la gran unificación. 
Las interacciones que se presentan debido a estos bosones X son responsables de nuevos fenómenos como la hipotética desintegración protónica. Los bosones X e Y tienen una carga eléctrica elemental de 4/3 y 1/3, respectivamente. Poseen una carga de color neta (triplete o antitriplete).
Los bosones X e Y acoplan los quarks a los leptones, permitiendo la violación de la conservación del número bariónico y permitiendo por tanto la desintegración del protón.

## Modos de desintegración
Un bosón X tendría los siguientes modos de desintegración:
X → u
 + u

X → e+

 + d

donde los dos productos de la desintegración en cada proceso tendrían quiralidad opuesta, u es un quark arriba,  d es un quark abajo y e+
 es un positrón.  
Un bosón Y tendría los siguientes modos de desintegración:
Y → e+
 + u
Y → d + u
Y → d + ν
e

donde el primer producto de la desintegración en cada proceso tiene quiralidad izquierda y el segundo producto tiene quiralidad derecha, y donde ν
e es un antineutrino electrónico.
Existen productos similares de desintegración para las otras generaciones de quarks y leptones.
En estas reacciones no se conservan el número leptónico ni el número bariónico, pero sí la diferencia B−L entre ambos números. Diferentes cocientes de ramificación entre el bosón X y su antipartícula (como en este caso el mesón-k) podrían explicar la bariogénesis.